# آلیس (ماجراهای آلیس در سرزمین عجایب)
آلیس (به انگلیسی: Alice) یک شخصیت داستانی و قهرمان داستان از رمان ماجراهای آلیس در سرزمین عجایب (۱۸۶۵) برای کودکان اثر لوئیس کارول و دنباله آن، آن‌سوی آینه (۱۸۷۱) است. آلیس که کودکی در اواسط دوره ویکتوریا، پس از سقوط تصادفی از سوراخ خرگوش به سرزمین عجایب، ناخواسته به یک ماجراجویی زیرزمینی می‌رود. در ادامه، او از طریق یک آینه قدم به دنیای دیگری می‌گذارد. این شخصیت در داستان‌هایی که کارول برای سرگرم کردن خواهران لیدل در حال پارو زدن با دوستش رابینسون داک‌ورث و در سفرهای قایقرانی بعدی بیان می‌کرد، سرچشمه گرفت. اگرچه او نام خود را با آلیس لیدل به اشتراک می‌گذارد اما محققان در مورد میزان استقرار او بر لیدل اختلاف نظر دارند. آلیس که توسط کارول به‌عنوان «محبوب و ملایم»، «مهربان با همه»، «معتمد» و «به‌شدت کنجکاو» شناخته می‌شود،  آلیس را باهوش، خوش اخلاق، و نسبت به اقتدار بدبین می‌دانند. جنبه‌های منفی بیشتر شخصیت او و ظاهرش با آلیس در زیر زمین، اولین پیش نویس آلیس تغییر کرد. تصاویر کاریکاتوریست سیاسی جان تنیل از او در دو کتاب آلیس وجود دارد.
آلیس به عنوان یک نماد فرهنگی شناخته شده است. او را به‌عنوان انحراف از قهرمان معمولی کودک قرن نوزدهمی توصیف کرده‌اند، و موفقیت دو کتاب آلیس الهام‌بخش دنباله‌ها، تقلیدهای متعددی بود که شخصیت‌هایی شبیه به آلیس در خلق و خوی داشتند. او از طریق رویکردهای انتقادی مختلف تفسیر شده است، و در اقتباس های متعدد از جمله فیلم والت دیزنی (۱۹۵۱) ظاهر و دوباره تصور شده است. جذابیت مداوم او به توانایی او در تخیل مجدد پیوسته نسبت داده شده است.

## شخصیت
مقاله‌های اصلی: ماجراهای آلیس در سرزمین عجایب و آن‌سوی آینه
آلیس یک کودک خیالی است که در اواسط دوران ویکتوریا زندگی می کند.  در ماجراهای آلیس در سرزمین عجایب (۱۸۶۵)، که در ۴ مه اتفاق می افتد، به طور گسترده ای فرض می شود که شخصیت هفت ساله است.  آلیس در عاقبت، که در ۴ نوامبر اتفاق می افتد، سن خود را هفت و نیم می داند.  در متن دو کتاب آلیس ، نویسنده لوئیس کارول اغلب به ظاهر فیزیکی قهرمان خود اشاره ای نمی کند.  جزئیات زندگی داستانی او را می توان از متن دو کتاب کشف کرد. در خانه، او یک خواهر بزرگتر، یک برادر، یک گربه خانگی به نام دینا، یک پرستار سالخورده و یک خانم فرماندار که از ساعت نه صبح به او درس می دهد. علاوه بر این، او در مقطعی از داستان خود به یک مدرسه روزانه رفته بود.  آلیس به گونه‌های مختلف به عنوان متعلق به طبقه بالا،  طبقه متوسط،  یا بخشی از بورژوازی توصیف شده است. 
کارول هنگام نوشتن در مورد شخصیت او در «آلیس روی صحنه» (آوریل ۱۸۸۷)، او را فردی «محبوب و ملایم»، «مهربان با همه »، «معتمد» و «به شدت کنجکاو، و با لذت بردن مشتاق از زندگی توصیف کرد. فقط در ساعات شاد کودکی می آید، زمانی که همه چیز جدید و منصفانه است، و وقتی گناه و غم فقط نام هستند - کلمات پوچ و بی معنی!  مفسران او را به عنوان "بی گناه"،  "تخیلی"،  درون نگر،  به طور کلی خوش اخلاق،  منتقد شخصیت های قدرت،  و باهوش توصیف می کنند. دیگران ویژگی‌های مثبت کمتری را در آلیس می‌بینند، و می‌نویسند که او اغلب در مکالمه‌هایش با حیوانات در سرزمین عجایب رفتار خشونت آمیز نشان می‌دهد،  با لگد زدن به شخصیت بیل مارمولک، او را به هوا می‌اندازد،  و تربیت اجتماعی او را منعکس می‌کند. در عدم حساسیت و پاسخ های بی ادبانه او. به گفته دونالد راکین، «علی‌رغم تعصبات کلاسی و محدود به زمان، اشک‌های ترسناک و کودکانه، جهل و نادانی مطمئن، ریاکاری گاه آشکار، ناتوانی و سردرگمی عمومی‌اش، و نسبتاً بزدلانه‌اش. آمادگی برای کنار گذاشتن مبارزات خود در پایان دو ماجرا -[...] بسیاری از خوانندگان هنوز به آلیس به عنوان تجسم افسانه ای کنترل، استقامت، شجاعت و حس خوب نگاه می کنند." 
درجه ای که شخصیت آلیس را می توان به عنوان آلیس لیدل شناسایی کرد بحث برانگیز است. برخی از منتقدان شخصیت را به عنوان لیدل معرفی می کنند،  یا می نویسند که او از شخصیت الهام گرفته است.  دیگران استدلال می کنند که کارول قهرمان داستان خود و لیدل را جدا از هم می دانست.  به گفته کارول، شخصیت او بر اساس هیچ کودک واقعی نبود، بلکه کاملاً تخیلی بود. 